# Kirchheim, Hessen
Kirchheim är en kommun och ort i Landkreis Hersfeld-Rotenburg i Regierungsbezirk Kassel i förbundslandet Hessen i Tyskland. 
De tidigare kommunerna Allendorf, Frielingen, Gershausen, Goßmannsrode, Kemmerode och Reimboldshausen uppgick i Kirchheim 1 februari 1971, Rotterterode 31 december 1971 samt Heddersdorf, Reckerode och Willingshain 1 augusti 1972.